# Romualdo Braschi-Onesti, III duca di Nemi
Romualdo Braschi-Onesti, III duca di Nemi (Roma, 22 aprile 1849 – Roma, 14 giugno 1923), è stato un nobile italiano.

## Biografia
Figlio di Pio Braschi-Onesti, II duca di Nemi e di sua moglie, la nobildonna Anna Curti Lepri, Romualdo prese il nome dal prozio cardinale Romualdo Braschi-Onesti.
Il giovane, sull’esempio del nonno, venne inquadrato sin dalla più giovane età nella Guardia Nobile Pontificia, ma altrettanto giovane aveva manifestato uno spiccato senso di affiliazione ai Savoia ed allo spirito di unità d’Italia al punto chela cognata Giulia Bonaparte (figlia di Carlo Luciano Bonaparte, a sua volta nipote di Napoleone in quanto figlio di Luciano Bonaparte) che aveva sposato il  fratellastro di Braschi Onesti Alessandro del Gallo, marchese di Roccagiovine, disse di lui che era “il più unitario che io conosca”. Dopo il 1870 abbandonò infatti il Vaticano e la guardia nobile per essere integrato nella guardia nazionale del Regno d'Italia dove militò per diverso tempo.
Vessato comunque dai debiti, nel 1871 venne costretto a vendere il prestigioso Palazzo Braschi a Roma al governo italiano che ne fece la sede della presidenza del consiglio e del ministero dell'interno. Si trasferì dunque con la sua famiglia a Palazzo Curti Lepri, presso piazza Farnese, presso alcuni parenti, ottenendo da Napoleone III un risarcimento per le requisizioni che all'epoca dell'occupazione napoleonica di Roma ad inizio secolo erano state fatte ai danni di suo nonno Luigi. La situazione economica della famiglia recuperò terreno nel 1882 grazie al matrimonio tra Romualdo e Manuelita Calcagno, ricca erede di possidenti di Genova.
Morì a Roma nel 1923, lasciando come erede dei suoi titoli la figlia primogenita delle due avute, Giulia. Questa, sposata al nobile romano Clemente Theodoli, gli portò in dote il titolo di duca di Nemi e vi aggiunse il cognome Braschi.

## Albero genealogico
|                                                     |   |                                       | Genitori                                   |  |  | Nonni |  |  | Bisnonni        |  |  | Trisnonni |  |
|                                                     |   |                                       |                                            |  |  |       |  |  | Girolamo Onesti |  |  | …         |  |
|                                                     |   |                                       |                                            |  |  |       |  |  | Girolamo Onesti |  |  | …         |  |
|                                                     |   | …                                     |                                            |  |  |       |  |  | Girolamo Onesti |  |  |           |  |
| Luigi Braschi-Onesti, I duca di Nemi                |   |                                       |                                            |  |  |       |  |  | Girolamo Onesti |  |  |           |  |
|                                                     |   | Giulia Braschi                        | Marco Aurelio Braschi, conte di Falcino    |  |  |       |  |  |                 |  |  |           |  |
|                                                     |   | Giulia Braschi                        | Marco Aurelio Braschi, conte di Falcino    |  |  |       |  |  |                 |  |  |           |  |
|                                                     |   | Giulia Braschi                        | Anna Teresa Bandi                          |  |  |       |  |  |                 |  |  |           |  |
| Pio Braschi-Onesti, II duca di Nemi                 |   | Giulia Braschi                        |                                            |  |  |       |  |  |                 |  |  |           |  |
|                                                     |   | Mario Falconieri                      | Orazio Falconieri                          |  |  |       |  |  |                 |  |  |           |  |
|                                                     |   | Mario Falconieri                      | Orazio Falconieri                          |  |  |       |  |  |                 |  |  |           |  |
|                                                     |   | Mario Falconieri                      | Mabilia Muti Papazzurri                    |  |  |       |  |  |                 |  |  |           |  |
| Costanza Falconieri                                 |   | Mario Falconieri                      |                                            |  |  |       |  |  |                 |  |  |           |  |
|                                                     |   | Giulia Mellini                        | …                                          |  |  |       |  |  |                 |  |  |           |  |
|                                                     |   | Giulia Mellini                        | …                                          |  |  |       |  |  |                 |  |  |           |  |
|                                                     |   | Giulia Mellini                        | …                                          |  |  |       |  |  |                 |  |  |           |  |
| Romualdo Braschi-Onesti, III duca di Nemi           |   | Giulia Mellini                        |                                            |  |  |       |  |  |                 |  |  |           |  |
|                                                     | … | …                                     |                                            |  |  |       |  |  |                 |  |  |           |  |
|                                                     | … | …                                     |                                            |  |  |       |  |  |                 |  |  |           |  |
|                                                     | … | …                                     |                                            |  |  |       |  |  |                 |  |  |           |  |
| Alessandro Curti Lepri, principe di Rocca Sinibalda | … |                                       |                                            |  |  |       |  |  |                 |  |  |           |  |
|                                                     |   | …                                     | …                                          |  |  |       |  |  |                 |  |  |           |  |
|                                                     |   | …                                     | …                                          |  |  |       |  |  |                 |  |  |           |  |
|                                                     |   | …                                     | …                                          |  |  |       |  |  |                 |  |  |           |  |
| Anna Curti Lepri                                    |   | …                                     |                                            |  |  |       |  |  |                 |  |  |           |  |
|                                                     |   | Gaetano Caffarelli, V duca di Assergi | Baldassarre Caffarelli, IV duca di Assergi |  |  |       |  |  |                 |  |  |           |  |
|                                                     |   | Gaetano Caffarelli, V duca di Assergi | Baldassarre Caffarelli, IV duca di Assergi |  |  |       |  |  |                 |  |  |           |  |
|                                                     |   | Gaetano Caffarelli, V duca di Assergi | Costanza Mattei                            |  |  |       |  |  |                 |  |  |           |  |
| Teresa Caffarelli                                   |   | Gaetano Caffarelli, V duca di Assergi |                                            |  |  |       |  |  |                 |  |  |           |  |
|                                                     |   | Marianna Rosenthal                    | …                                          |  |  |       |  |  |                 |  |  |           |  |
|                                                     |   | Marianna Rosenthal                    | …                                          |  |  |       |  |  |                 |  |  |           |  |
|                                                     |   | Marianna Rosenthal                    | …                                          |  |  |       |  |  |                 |  |  |           |  |
|                                                     |   | Marianna Rosenthal                    |                                            |  |  |       |  |  |                 |  |  |           |  |